# Corazón Guerrero
Albums de Willie Colón
Fantasmas
(1981) The Last Fight
(1982)
Corazón Guerrero est un album de reprises du chanteur et tromboniste américain, pionnier de la salsa, Willie Colón, à l'origine sorti le 9 mai 1982, puis en août 1982 sur le label Fania. L'album est réédité en CD le 30 décembre 1992 et en version remasterisée en 2006.
Le résultat est une extravagance musicale néo-solo qui capture vraiment l'énergie musicale de l'innovateur de l'époque. L'une des meilleures chansons de l'album est la ballade El hijo y el papá.

## Liste des titres
|       | Face A                     |                                  |      |
| A1.   | Corazón guerrero           | Mark Knopfler                    | 7:53 |
| A2.   | Qué pasará mañana          | Carole King                      | 4:39 |
| A3.   | Suéltale el rabo al dragón | Willie Colón                     | 6:05 |
|       | Face B                     |                                  |      |
| B1.   | Amor barato                | Chico Buarque                    | 5:13 |
| B2.   | El hijo y el papá          | Jean-Loup Dabadie, Hubert Giraud | 4:30 |
| B3.   | Casanova                   |                                  | 3:24 |
| B4.   | Dormido, no                | Jacques Brel                     | 5:37 |
| 37:21 |                            |                                  |      |

## Crédits

### Membres
- Willie Colón : trombone, chant
- Dan Reagan, Lewis Kahn, Leopoldo Pineda : trombones
- Sam Burtis : trombone basse
- John Andrews, Buddy Williams : batterie
- Sal Cuevas : basse
- Héctor « Bomberito » Zarzuela : bugle
- Mauricio Smith, John Purcell : flûte, saxophone
- José Torres, Jorge Calandrelli : piano
- Jose Mangual : bongos
- Milton Cardona : congas
- Harold Kohon : cordes
- Diego Colón : chant, chœurs, voix d'enfants
- Blanca Goodfriend, Cecilia Engelhart, Gabriela Arnon, Deborah Resto, Graciela Carriqui, Doris Eugenio : chœurs

### Équipes technique et production
- Production, direction musicale, conception, adaptation, traduction, enregistrement : Willie Colón
- Assistants de production, enregistrement : Graciela Carriqui, Leopoldo Pineda, Sal Cuevas
- Direction artistique : Elliot Sachs
- Ingénierie, directeur technique : Jon Fausty
- Ingénierie (assistant) : Kevin Zambrana
- Édition : Jack Adelman
- Photographie : Ulf Skogsbergh
- Design et illustration : Louise Hilton